# Горбенко, Анатолий Григорьевич
Анато́лий Григо́рьевич Горбе́нко (укр. Анатолій Григорович Горбенко; 5 мая 1921, Константиноград, Полтавская губерния — 7 мая 1995, Харьков) — советский и украинский театровед, театральный критик, педагог. Заслуженный деятель искусств УССР (1990). Профессор. Кандидат искусствоведения.

## Биография
В 1948—1953 годах — учился в Харьковском театральном институте на режиссёрском и театроведческом факультетах.
В 1953—1975 годах — заведующий литературной частью Харьковского академического украинского драматического театра им. Т. Г. Шевченко. С 1959 года — параллельно преподавал в студии при театре.
В 1965—1995 — преподавал в Харьковском институте искусств им. И. П. Котляревского (читал курс истории украинской литературы, украинского театра, вёл семинар по театральной критике). Заведующий кафедрой театроведения (1977—1994), проректор по театральному обучению и научной роботе.

## Основные труды
- Диссертация: «Школа актёрского и режиссёрского искусства театра „Березиль“» (1975)
- Монография: «Харківський театр ім. Т. Г. Шевченка». — Київ, 1979. (Удостоена премии Союза театральних деятелей Украины за 1981 год.)